# Дейч, Ричард
Ричард Дейч (англ. Richard Deitsch) — американский спортивный журналист. Он писал для журнала Sports Illustrated с 1997 по 2018 годы. Сейчас он пишет для сайта The Athletic, а также является радиоведущим в Торонто.
Дейч имеет степень бакалавра в области коммуникаций и политологии Университета штата Нью-Йорк в Буффало и магистерскую степень школы журналистики Колумбийского университета, занимая позицию адъюнкт-профессора в ней.
В течение 2008—2009 учебного года он стажировался в Мичиганском университете в рамках грантовой программы «Knight-Wallace Fellowship», разрабатывая тему пересечения людей в возрасте от 20 до 29 лет со спортивной блогосферой.
22 февраля 2018 года было объявлено, что Дейч станет постоянным соведущим послеобеденного шоу «Prime Time Sports» торонтской радиостанции «CJCL».